# 古林千明
古林 千明（こばやし ちあき、8月15日 - ）は、元岐阜放送アナウンサー。2007年3月をもって退社した。元岐阜テレビ地上デジタル放送推進大使。

## 出演
- ラジオホームドクター（月～金ラヂオ 2時6時内）

## 過去に担当した番組
- らぶらぶワイドぎふTODAY－加藤義久アナウンサーとともに、キャスターを担当
- プチクッキング（ナレーション）
- 県政レポート
- 定時ニュース
- Weきゃん　　　ほか

## その他
- 結婚をしたらしく、岐阜放送HPのパーソナリティのページには、それらしきことが書いてある。
- 趣味・特技は、食べること、鼻歌。
- 好きな食べ物は、カレーライス、豚しゃぶ、丼もの、ケーキなどのスウィーツとコーヒー。